# Bruno de Heceta
Bruno Ignacio Vicente de Heceta y Fontecha, auch Bruno de Hezeta y Dudagoitia oder Bruno de Heceta y Dudagoitia (* 1. Februar 1743 in Bilbao, Spanien; † 16. August 1807 in Málaga, Spanien) war ein spanischer Seefahrer und Entdecker. Berühmt wurde seine Erkundungsfahrt entlang der nordamerikanischen Pazifikküste.

## Leben
Bruno de Heceta kam in Bilbao als Sohn von Juan de Heceta Dudagoitia und Elena de Fontecha Salazar Vozo y Mendibil zur Welt. Sein Vater war Anwalt im Staatsdienst.
1758 trat Bruno als Seekadett in den Dienst der spanischen Marine; 1759 fuhr er auf der Flotte, die König Karl III. von Neapel nach Spanien brachte. 1761 wurde er zum Fregattenleutnant befördert; 1767 war er Leutnant zur See.
Vom Marinestützpunkt im spanischen Cartagena aus nahm er an mehreren Strafexpeditionen gegen nordafrikanische Piraten im Mittelmeer teil. Im Sommer 1773 eröffnete ihm der Marinekommandant von Cartagena, dass er für die geplante Pazifikexpedition auserwählt worden war, die von San Blas aus nordwärts die bis dahin unerforschte Küste erkunden sollte.
Heceta traf Ende August 1773 in Veracruz ein, gemeinsam mit anderen Offizieren, die für die Expedition vorgesehen waren, darunter Juan de Ayala und Juan Francisco de la Bodega y Quadra. Über Land reisten sie nach San Blas, wo Heceta als Dienstältester das Kommando über die Fregatte Santiago erhielt. Bodega führte den Schoner Sonora. Bis die Vorbereitungen abgeschlossen waren, wurde es März 1775, bis die Schiffe in See stachen.
Im Juli 1775 erreichten sie die Höhe von Trinidad (Kalifornien) und nahmen die Bucht für Spaniens Krone in Anspruch. Sie tauschten Geschenke gegen Lebensmittel mit den Yurok-Indianern. Von dort segelten die Schiffe gemeinsam bis zur Höhe des heutigen Point Grenville, wo die örtlichen Indianer sie an der Küste angriffen und mehrere Seeleute töteten oder verletzten.
Dort teilte sich die Expedition: Die Santiago unter Heceta blieb an der Küste und erreichte als bedeutendste Entdeckung am 17. August die Mündung des Columbia Rivers. Anschließend wendete Heceta angesichts zahlreicher Kranker und Verwundeter nach Süden und gelangte am 29. August nach Monterey (Kalifornien). Bodega fuhr direkt weiter nach Norden und erreichte den Sitka-Sound im heutigen Alaska. Im September vereinigten sich die Schiffe wieder in Monterrey.
Heceta hatte geplant, dort zu überwintern, um im Frühjahr 1776 eine weitere Fahrt nach Norden zu starten, doch der Mangel an Ausrüstung und Lebensmitteln zwang ihn, nach San Blas zurückzukehren, wo die Expeditionsflotte am 20. November 1775 eintraf. Neben dem Schiffstagebuch hatte Heceta auch etliches Kartenmaterial der neuen Entdeckungen im Gepäck.
Als Dank wurde er im Februar 1776 zum Fregattenkapitän befördert. Er diente danach auf in der Kolonie Philippinen und wurde 1785 nach Kuba versetzt, von wo er 1787 nach Spanien zurückkehrte. Er erhielt einen Posten als Standortkommandant von Roses in Katalonien, wo er in den Koalitionskriegen gegen das revolutionäre Frankreich zum Einsatz kam. 1797 im Krieg Spaniens gegen Großbritannien kämpfte er in Algeciras. 1802 ernannte man ihn zum Generalleutnant der spanischen Marine. 1807 starb er.